# Коммунистическая марксистская партия

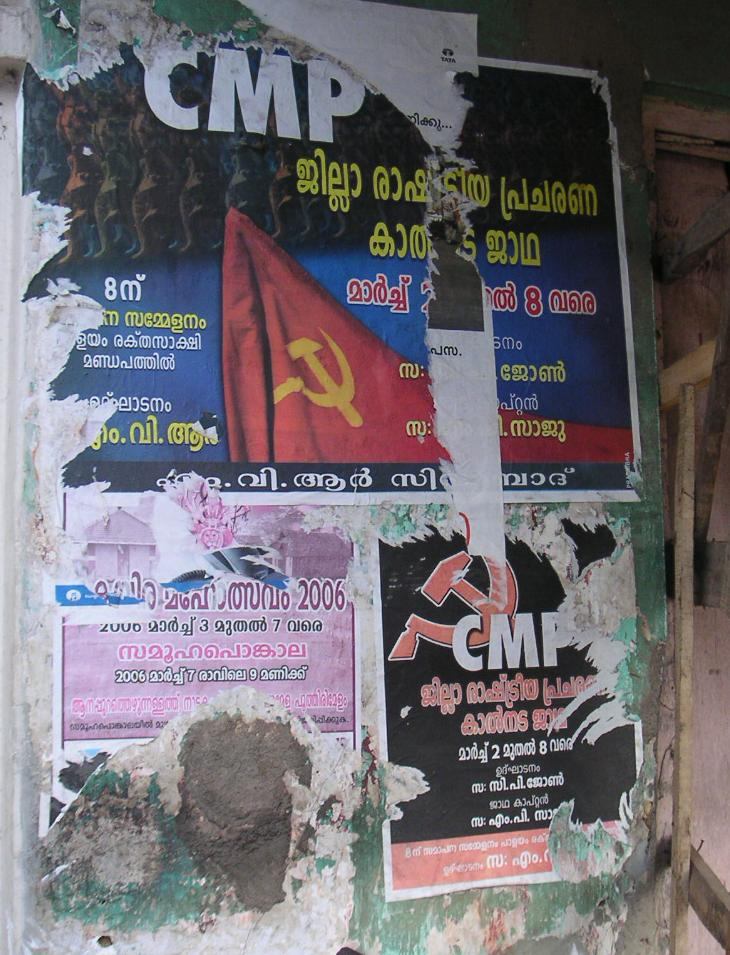
Плакаты КМП в Недумангаде

Коммунистическая марксистская партия (КМП) была политической партией в Керале. Партия была основана в 1986 году, когда лидер КПИ(М) М.В. Рагхаван был исключен из КПИ(М) из-за серьезного расхождения во мнениях относительно формирования союзов с МЛИС. Его поддержка формирования единого фронта с несветскими партиями, такими как Мусульманская лига, с целью создания альянсов, возглавляемых ИНК, в конечном счете была отвергнута руководством КПИ(М). Впоследствии он был исключен из партии.
На выборах в ассамблею штата Керала в 2011 году КМП выдвинула трех кандидатов, но не смогла получить ни одного места. КМП имела связи с Партией демократического социализма Сайфуддина Чаудхури в Западной Бенгалии. М. В. Рагхаван присутствовал на государственной конференции ПДС в декабре 2003 года. КМП участвовала в Конфедерации индийских коммунистов и демократических социалистов.
На муниципальных выборах 2005 года в Колламе кандидат от КМП Р. Виджаячандран победил в северном избирательном округе Ашрамам (победив местного лидера РСП М. С. Бабу).

## Раскол
В марте 2014 года партия раскололась на две фракции:
- КМП(A) под руководством К. Р. Аравиндакшана
- КМП(Дж) под руководством К.П. Джон

В 2019 году некоторые члены КМП(А) присоединились к КПИ, а некоторые — к КПИ(М). Сейчас фракция КМП(A) возглавляется М. В. Раджешем и продолжает поддерживать Левый демократический фронт. КМП(Дж) поддерживает Объединенный демократический фронт.

## Массовые организации
- Всеиндийский центр профсоюзов (ВИЦПС)
- Федерация социалистической молодежи Кералы (ФСМК)
- Федерация государственных служащих и учителей (ФГСУ)
- Демократическая студенческая федерация (ДСФ)

## Результаты выборов

### Местные выборы в Керале, 2015
Итого по Керале: Деревенские палаты: 16, Блочные палаты: 4, Районные палаты: 1, Муниципальные палаты: 7 и Корпорационные палаты: 3.
- Округ Тривандрам — Корпорационные палаты: 3, Деревенские палаты: 0.
- Округ Каннур — Никакого представительства
- Округ Коллам- Деревенские палаты: 5
- Округ Аллеппи — Блочные палаты: 1, Муниципальные палаты: 2.
- Округ Идукки — Деревенские палаты: 1
- Округ Эрнакулам — Деревенские палаты: 2
- Округ Триссур — Деревенские палаты: 2, Районные палаты: 1 & Муниципальные палаты: 5.
- Округ Палгхат — Деревенские палаты: 2
- Округ Малаппурам — Деревенские палаты: 2, Блочные палаты: 1.
- Округ Ваянад — Блочные палаты: 1.
- Округ Касарагод — Деревенские палаты: 1, Блочные палаты: 1.